# Corrent del Cap Horn
El Corrent de Cap Horn és un corrent d'aigua fred que flueix de l'oest-a-l'est al voltant del Cap Horn(nom oficial Cap d'Hornos). Aquest corrent és causat per la intensificació del Corrent Circumpolar Antàrtic mentre arrodoneix el cap. En fer-ho s'allunya en direcció nord-est, passant a anomenar-se Corrent de les Malvines (o Falkland).

## Imatges

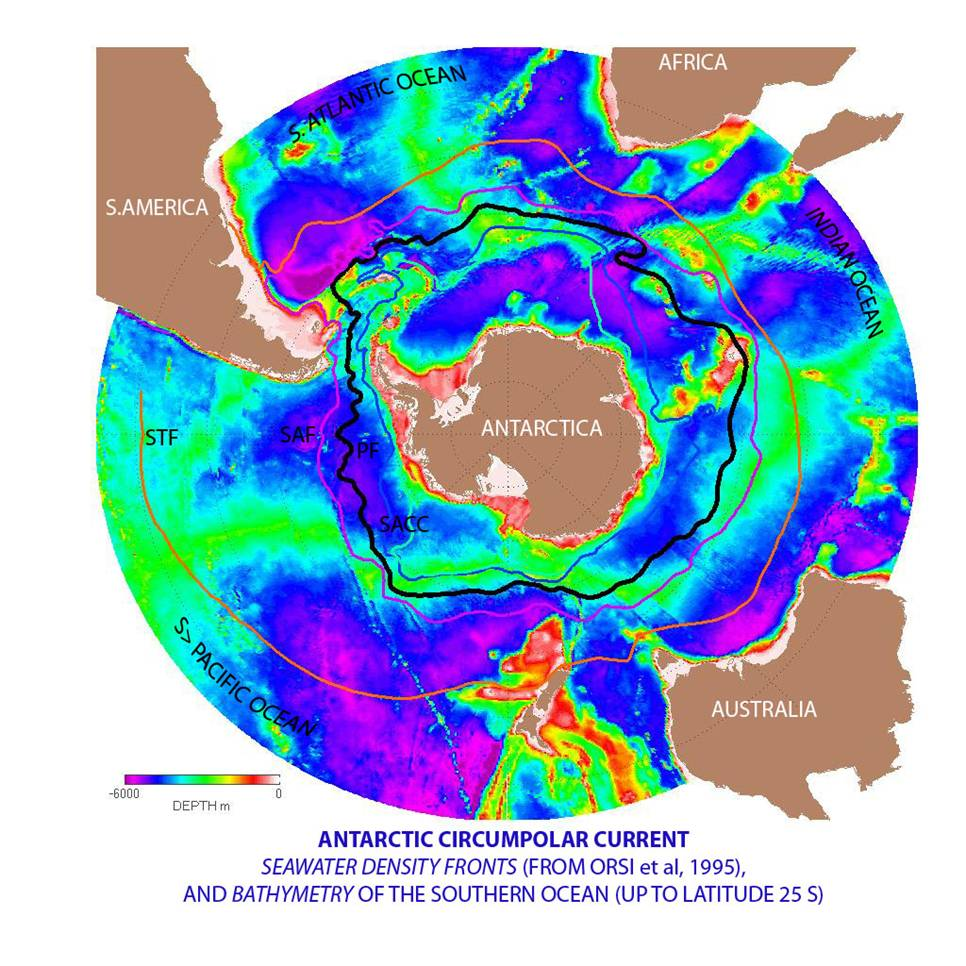
Corrent circumpolar, línia de color blau. Quan passa entre els continents en sentit horari, es desvia cap al nord. Part de la massa que continua cap al nord constitueix el corrent de les Malvines.
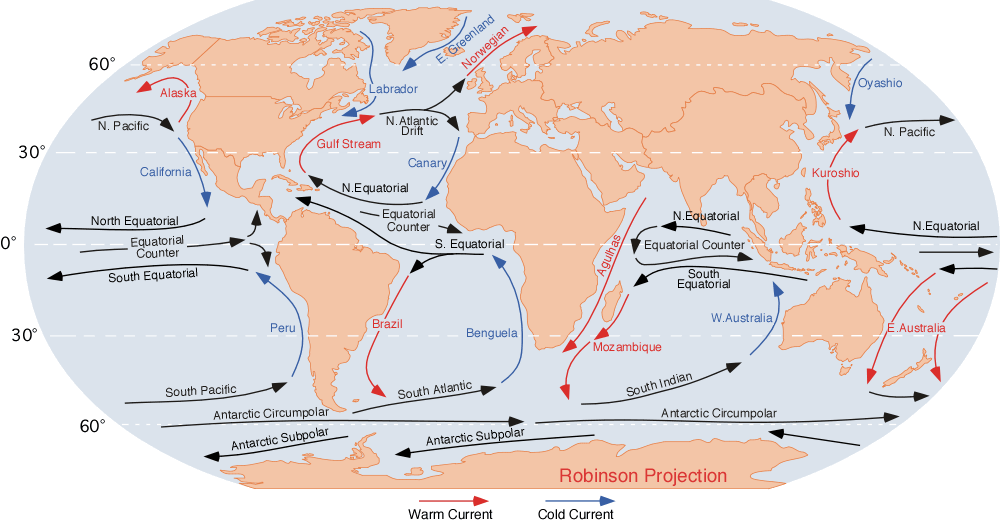
Traç simplificat del corrent circumpolar i llur desviació septentrional (South Atlantic).